# Ван Чжихуань
Ван Чжихуань (王之涣, 688 — 742) — китайський поет та державний службовець часів династії Тан.

## Життєпис
Народився 688 року у м. Цзіньян в Бінчжоу (тепер м. Тайюань в провінції Шаньсі). Про нього відомо не досить багато. Служив повітовим чжубу (головним рахівником), був обмовлений і залишив пост, бідував. Наприкінці життя отримав посаду охоронця в повіті Веньань.

## Творчість
Один з найбільш значних поетів епохи ранньої Тан, сформував жанр «прикордонних віршів». Втім його творчість здебільшого втрачена: збереглися лише шість віршів, з яких 5 утворюють своєрідний цикл під загальною назвою «Піднімаюсь на Журавлину Вежу», і шосте — «Лянчжоуський наспів».